# ワーレンキ

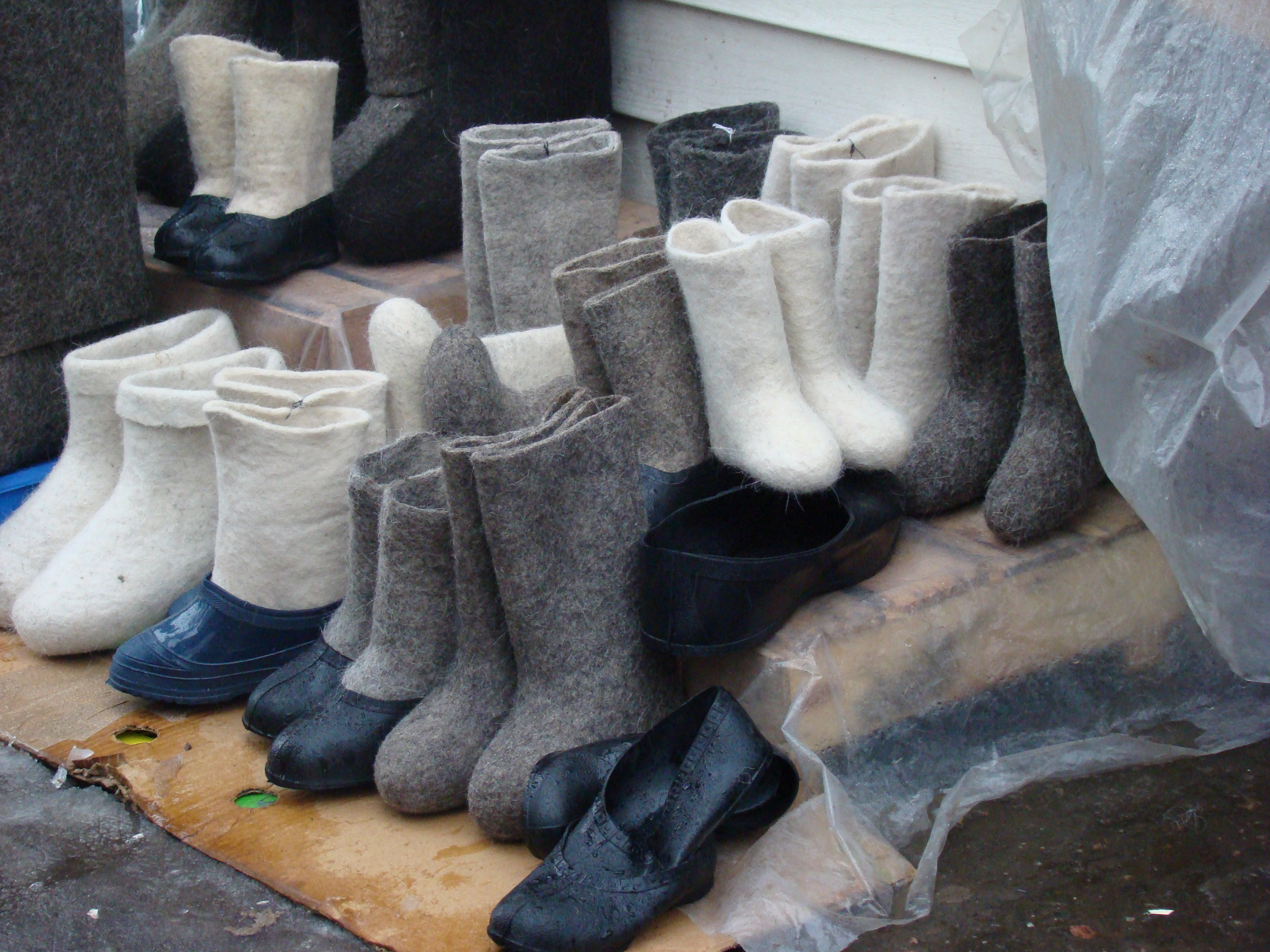
ワーレンキ

ワーレンキもしくは、ヴァーレンキ（ロシア語：Валенки）はロシアの伝統的な羊毛のフェルト製長靴である。保温性が高いが、防水性に弱い。
モンゴル軍経由でアジアから伝わり、19世紀頃より工場生産されロシアで多く使われるようになった。
ワーレンキは、大草原から襲来した遊牧民がもたらしたと言われるロシアの靴。大量生産が始まったのは200年ほど前のことで、それまで実に暖かいこの靴を履ける人は限られており、農民たちは菩提（ぼだい）樹の樹皮を編んで作ったラープチというわらじを履いていた。ワーレンキは羊毛で作られる。ごく粗いフェルトを袋状にし、水蒸気で加工し、洗濯をするように熱湯で縮絨（しゅくじゅう）する。羊毛は縮まり、ブーツができる。とても暖かい靴である。19世紀にゴムが発明されるとワーレンキ用のオーバーシューズが作られ、このゴムのカバーをつければどんな天候もワーレンキを履くことができるようになった。